# Sparkassen DirektVersicherung
Die S Direktversicherung Aktiengesellschaft (Markenauftritt mit Eigenschreibweise Sparkassen DirektVersicherung) ist ein 1996 gegründeter Direktversicherer mit Sitz in Düsseldorf. Sie ist eine unmittelbare Tochtergesellschaft der Provinzial Rheinland Versicherung AG und eine mittelbare Tochtergesellschaft der Provinzial Holding.

## Tätigkeit
Die Sparkassen DirektVersicherung ist spezialisiert auf Autoversicherungen für Privatkundschaft, bietet aber auch Hausrat-, Privathaftpflicht- und Unfallversicherungen an. Über Kooperationen werden zudem Autoklassiker-, Rechtsschutz-, Reise- und Risikolebensversicherungen verkauft. Weitere vermittelte Produkte sind Tier-, Kaufpreis- und Fahrradversicherungen, ReparaturKostenSchutz, Schutzbrief Haus und Wohnen und TechnikSchutz.
Nach Eigenangaben sind über 235.000 Fahrzeuge bei der Sparkassen DirektVersicherung versichert (Stand: 22. März 2022). Von insgesamt 171 Beschäftigten waren 112 Personen in Vollzeit und 59 in Teilzeit tätig. Im Jahr 2019 wurden 127,286 Mio. Euro Bruttobeitragseinnahmen verbucht.
2014 startete die Sparkassen DirektVersicherung mit einem Telematik-Sicherheits-Service (S-Drive).